# 小野貓的公路歷險記
《小野貓的公路歷險記》（英語：Faster, Pussycat! Kill! Kill!）是一部1965年美國剝削電影，講述三名戈戈舞孃在加利福尼亞沙漠展開綁架和謀殺等瘋狂行徑。電影由魯斯·梅耶執導並與傑克·莫蘭（Jack Moran）合作編劇，主演包括陶菈·薩塔納、哈吉、洛莉·威廉斯以及蘇珊·伯納德。
本片憑藉暴力、對性別角色的挑釁和著名「羞辱雷蒙·錢德勒的對白」著稱；薩塔納的表演也被人們銘記，並受影評人理查·科里斯稱為「梅耶電影中也許是最真誠、樸實的經典寫照」。《小野貓的公路歷險記》雖然最初上映時口碑和票房雙敗，但後世被普遍認定為重要且具影響力的電影。

## 演員
- 陶菈·薩塔納（英语：Tura Satana）飾演瓦拉（Varla）
- 哈吉（英语：Haji (actress)）飾演蘿西（Rosie）
- 洛莉·威廉斯（英语：Lori Williams）飾演比莉（Billie）
- 蘇珊·伯納德（英语：Susan Bernard）飾演琳達（Linda）
- 史都華·蘭卡斯特（英语：Stuart Lancaster (actor)）飾演老人
- 保羅·崔卡（英语：Paul Trinka）飾演寇克（Kirk）
- 丹尼斯·布希（Dennis Busch）飾演菜農
- 雷·巴洛（Ray Barlow）飾演湯米（Tommy）
- 米奇·福克斯（Mickey Foxx）飾演加油站服務員
- 約翰·費朗（英语：John Furlong (American actor)）飾演旁白

## 延伸閱讀
- Heldman, Caroline; Frankel, Laura Lazarus; Holmes, Jennifer. . Sexualization, Media, and Society（英语：Sexualization, Media, and Society） (Sage). April–June 2016, 2 (2). doi:10.1177/2374623815627789 .

## 外部連結
- 互联网电影数据库（IMDb）上《小野貓的公路歷險記》的资料（英文）
- 爛番茄上《小野貓的公路歷險記》的資料（英文）
- TCM电影资料库上《小野貓的公路歷險記》的资料（英文）